# 太庚
太庚（たいこう）は、殷朝の第6代王。太甲の子。沃丁の弟。亳に都した。